# Hans Friedrich Geitel
Hans Friedrich Geitel, född den 16 juli 1855 i Braunschweig, död den 15 augusti 1923 i Wolfenbüttel, var en tysk fysiker. 
Geitel, som sedan 1880 var överlärare vid gymnasiet i Wolfenbüttel, utförde tillsammans med sin kollega Julius Elster betydelsefulla experimentalarbeten på elektricitetens område. Särskilt var deras undersökningar angående luftelektriciteten banbrytande, och de studerade vidare ingående de fotoelektriska fenomenen. På så sätt upptäckte de (1889) alkalimetallernas stora ljuskänslighet och visade (1894), att den fotoelektriska verkan av planpolariserad ljus är störst, när (enligt den elektromagnetiska ljusteorin) ljusets elektriska svängningar inträffar i infallsplanet. År 1901 lyckades de ur atmosfären uppsamla små mängder radioaktiva ämnen på negativt laddade metalltrådar och ägnade sig efter denna tid även åt undersökningar angående radioaktiviteten.